# SEPTA 101, 102호선
SEPTA 트롤리 101 또는 102호선 (SEPTA Trolley Routes 101 and 102)또는 미디어-샤론힐 선(Media–Sharon Hill Line)은 펜실베이니아 남동 교통국(SEPTA)에서 운영하는 경전철(라이트 레일) 노선이다. 노선의 동쪽 종착역은 어퍼다비에 있는 69번가 교통 센터(69th Street Transportation Center)이며, 서쪽 종착역은 101번 노선에서는 미디어, 102번 노선은 샤론힐이다. 전체적으로 두 노선은 약 11.9 마일 (19.2 km)의 길이를 가지고 있다.
노리스타운 고속선과 함께, 구 필라델피아 & 웨스턴 철도(Philadelphia and Western Railroad)의 일원으로, 필라델피아 교외 교통 회사(Philadelphia Suburban Transportation Company, (필라델피아 & 웨스트체스터 견인 회사(Philadelphia and West Chester Traction Company)의 후신)에서 운영한 레드애로우(레드 애로우) 트롤리 시스템의 남은 노선이다. 일부 지역 주민들은 지금도 "레드애로우(Red Arrow)"라고 부른다.
이 노선은 가와사키 중공업 차량 회사(川崎重工業車両カンパニー)에서 제작한 29개의 K car 차량을 사용하며, SEPTA 서브웨이-서페이스 트롤리 선에서 사용되는 차량과 유사하지만, 101 및 102번 노선에 사용되는 K car는 집전봉 대신 팬터그래프를 사용한다.

## 현행 체계
| 노선 | 노선 연장          | 남부 종착역                                                      | 주요 운행로                     | 북부 종착역      |
| ---- | ------------------ | ---------------------------------------------------------------- | ------------------------------- | ---------------- |
| 101  | 8.6 마일 (13.8 km) | 미디어(Media) 오렌지 스트리트, 스테이트 스트리트(State Street)내 | 스테이트 스트리트(State Street) | 69번가 교통 센터 |
| 102  | 5.3 마일 (8.5 km)  | 샤론힐(Sharon Hill) 샤론힐                                       | 우드론 애비뉴(Woodlawn Avenue)  | 69번가 교통 센터 |

101과 102번 노선은 어퍼다비(Upper Darby)에서 드렉셀 힐 정션(Drexel Hill Junction)까지 약 2 마일 (3.2 km)을 운행하며, 이 지점에서 분기된다.
101번 노선은 드렉셀 힐과 스프링필드를 통해 서쪽과 남서쪽까지 지정 통행 경로를 유지하여 운행하며, 스프링필드 몰(Springfield Mall)에서 미디어의 주요정차역에 진입한다. 101번은 우드랜드 애비뉴에 복선이 있고, 파인 리지 역 직전의 단선이 나온 다음, 미디어의 프로비던스 로드 역으로 진입하고 남은 하나의 선로에서 운행하게 된다. 거리의 자동차는 트롤리에 양보해야 한다. 미디어는 미국에서 유일하게 주요 거리의 한가운데에 트롤리가 있는 교외 도시이다. 노선은 델라웨어 지방법원(Delaware County Courthouse) 서쪽의 거리 한가운데서 종착한다.
102번 노선은 드렉셀힐 정션 역에서 드렉셀힐 및 클리프턴 헤이츠를 거쳐 남동쪽으로 진입한 후 알단의 거리로 간다. 알단 이후 샤론 힐의 체스터 파이크(Chester Pike)에서 끝나기 전에 콜링데일을 통과한다. 102번은 콜링데일의 노스 스트리트 역까지 복선을 가지고 있는데, 102번 선로는 지정 통행 경로로 돌아가고, 노스 스트리트 이후에는 끝까지 단선이 있다.
스프링필드 로드 역에는 두 노선에 두 개의 정거장이 있다. 101번 노선에는 스프링필드의 스프링필드 로드에서 정차한다. 102번 노선에는 클리프턴 헤이츠의 스프링필드 로드에서 정차하고 알단을 통해 우드론 애비뉴(Woodlawn Avenue)로 이동할 때까지 이 거리에 합류한다.

## 역사

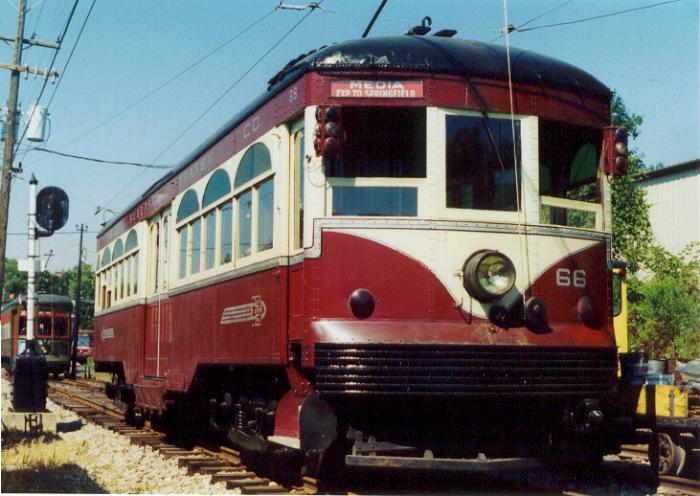
이 중형 인터어반 차량은 1970년대까지 레드 애로우(Red Arrow)로 운행했다.

샤론 힐 선(102번 노선)은 원래 필라델피아와 웨스트체스터 트랙션 컴퍼니가 1906년 3월 15일에 지었고, 미디어 선(101번 노선)은 1913년 4월 1일에 같은 회사에서 지어졌다. 노선은 나중에 1954년에 필라델피아 서버반 트랜싯 컴퍼니에 의해 팔렸다.
101번과 102번 노선 외에도 2개의 다른 레드 애로우(Red Arrow) 트롤리 라인이 있었다. SEPTA 104번 버스 노선의 직접 조상은 웨스트체스터로 갔고, 69번가 교통 센터 바로 뒤에 있는 나머지 시스템에서 웨스트체스터 파이크로 분리되었다. 선로는 웨스트체스터 파이크까지 계속 이어졌다. 웨스트체스터 트롤리는 1954년 웨스트체스터 파이크의 확장으로 인해 버스로 대체되었다.; 웨스트게이트 힐스(Westgate Hills)로의 출퇴근 운행은 1958년까지 지속되었다. 1971년 SEPTA가 차고를 폐쇄할 때까지 선로는 라너치의 Red Arrow's carbarn에 접근하기 위해 사용되었다. SEPTA가 때때로 미운영 트롤리를 주박하기 위해 사용하는 69번가 근처의 부분을 제외하고는 모든 선로가 곧 제거되었다. 이제는 사라진 다른 레드 애로우 트롤리 선은 1966년 12월까지 아드모어에 갔다. 라너치의 웨스트체스터 선에서 분리되어 독점권을 계속 이어갔다. 선로가 제거되고 통행권이 보충 버스 노선(현 SEPTA 103번 노선) 전용으로 사용되기 위해 포장되었지만, 통행 우선권의 대부분은 여전히 아드모어의 샤우펠레 플라자(Schauffele Plaza, 이전 종착역)와 하버타운의 이글 로드 사이에 남아있다. 다른 길거리 경로가 많이 바뀌었음에도 불구하고 103번은 여전히이 개인 소유권을 사용한다.

## 역 목록

101 및 102번 노선 지도 (빨간색), 과거 트롤리(현재 버스) 103, 104번 노선 (주황색), 100번 노선 (파란색)

### 101번 노선 - 미디어(Media)

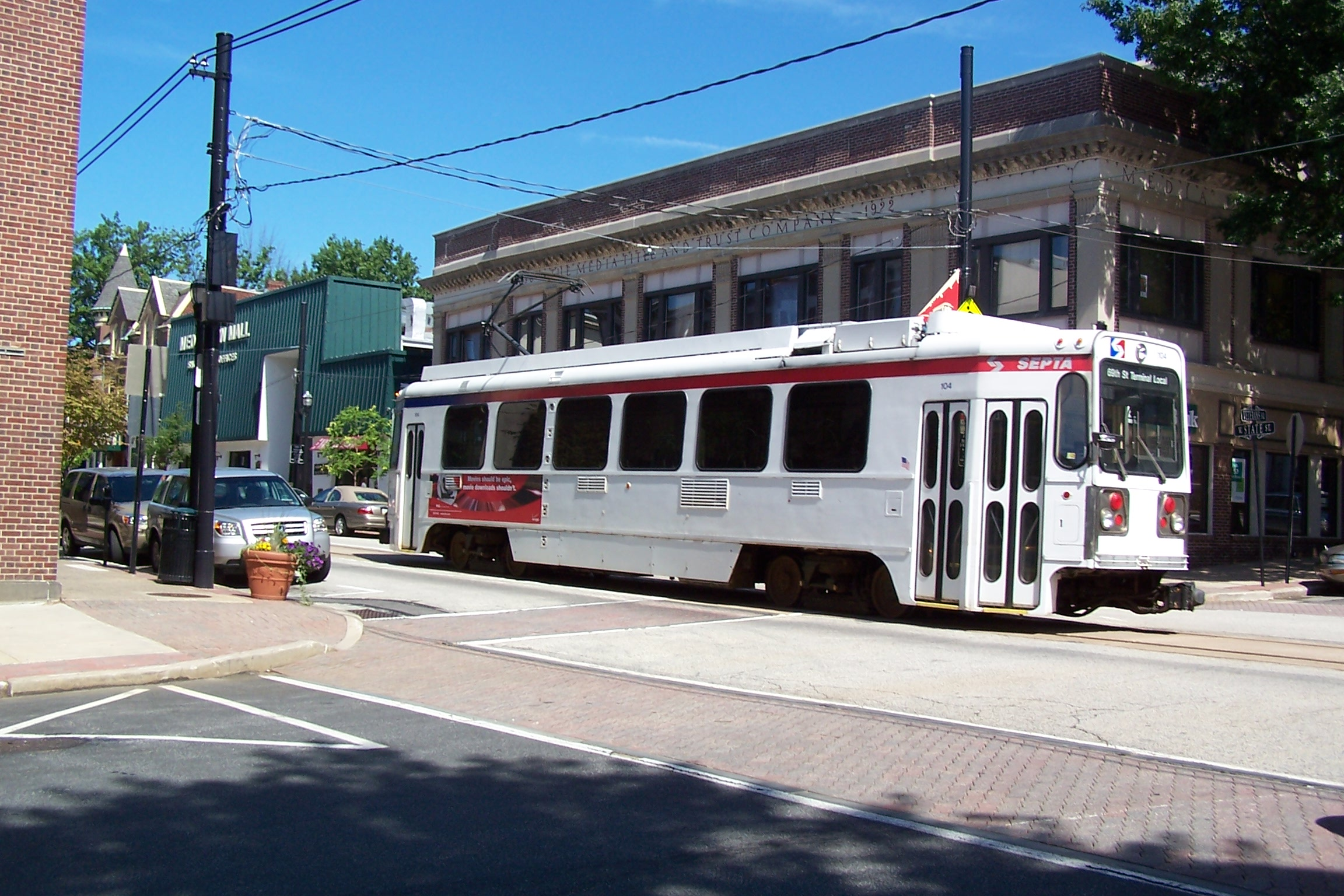
미디어의 101번 LRV

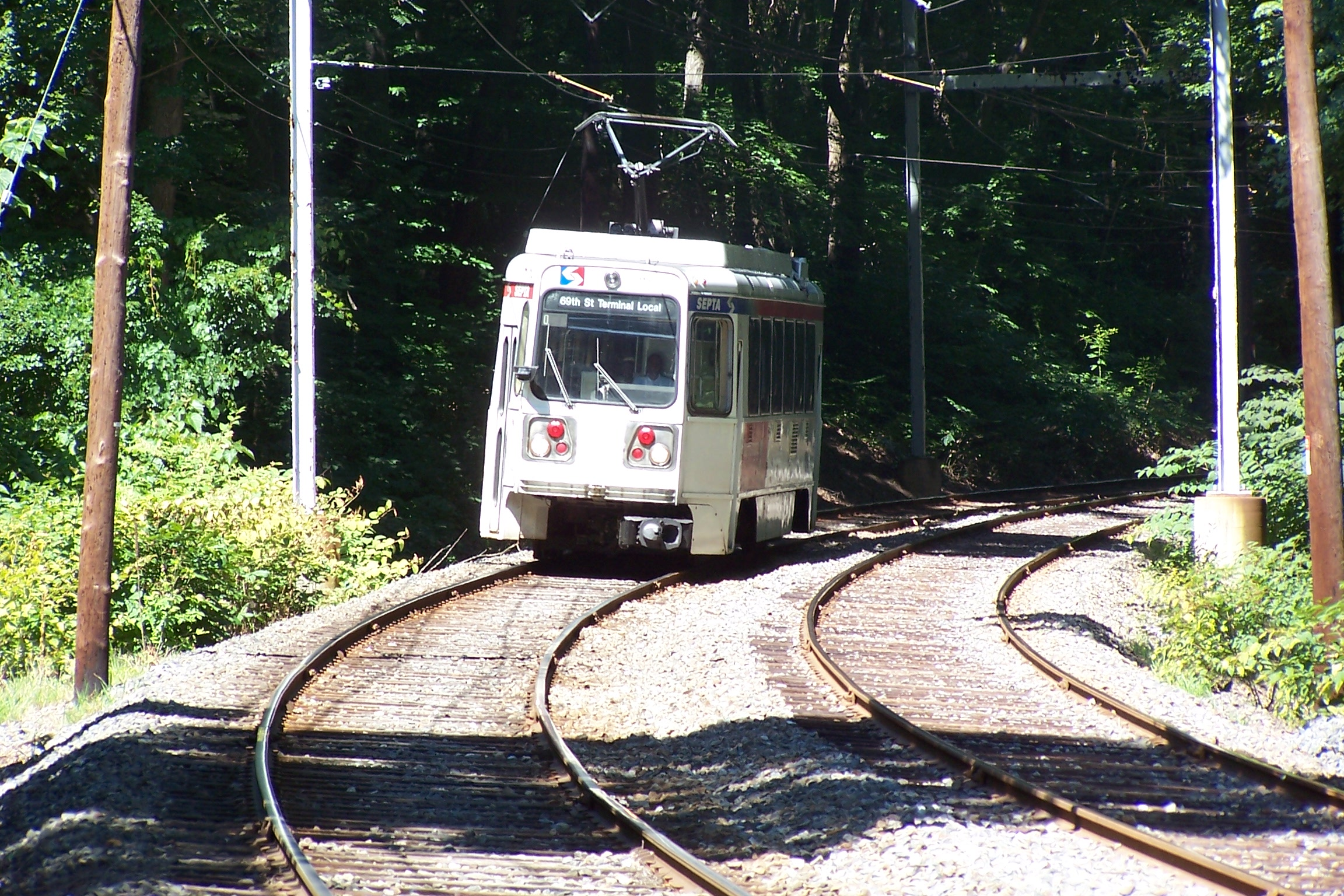
미디어 행 전용 선로

| 도시       | 역명(한글/영문) / 소재지                                                                                 | 노선       | 개업일자 | 환승 및 참고                                                                  |
| ---------- | --- | ---------- | -------- | ----------------------------------------------------------------------------- |
| 미디어     | 미디어-오렌지 스트리트/Orange Street 스테이트 스트리트(State Street) 내                                  | 101번 노선 |          | 101번 노선의 종착역. SEPTA 110번 버스.                                        |
| 미디어     | 베테랑 스퀘어/Veterans Square 스테이트 스트리트(State Street) 내                                         | 101번 노선 |          |                                                                               |
| 미디어     | 올리브 스트리트/Olive Street 스테이트 스트리트(State Street) 내                                          | 101번 노선 |          |                                                                               |
| 미디어     | 잭슨 스트리트/Jackson Street 스테이트 스트리트(State Street) 내                                          | 101번 노선 |          | SEPTA 118번 버스.                                                             |
| 미디어     | 먼로 스트리트/Monroe Street 스테이트 스트리트(State Street) 내                                           | 101번 노선 |          | 미디어 시어터를 통가                                                          |
| 미디어     | 에드게몬트 스트리트/Edgemont Street 스테이트 스트리트(State Street) 내                                   | 101번 노선 |          |                                                                               |
| 미디어     | 맨체스터 애비뉴/Manchester Avenue 스테이트 스트리트(State Street) 내                                     | 101번 노선 |          |                                                                               |
| 미디어     | 프로비던스 로드/Providence Road 스테이트 스트리트(State Street) 내                                       | 101번 노선 |          | 무료 주차 가능. 자동차 병용 궤도 끝. 구역명 볼링 그린(Bowling Green)          |
| 미디어     | 비티 로드/Beatty Road 서리 로드(Surrey Road) 내                                                          | 101번 노선 |          |                                                                               |
| 스프링필드 | 파인 리지/Pine Ridge 파인 리지 드라이브(Pine Ridge Drive) & 비치우드 로드(Beechwood Road) 인근           | 101번 노선 |          | 무료 주차 가능                                                                |
| 스프링필드 | 페이퍼 밀 로드/Paper Mill Road                                                                           | 101번 노선 |          | 스매들리 공원(Smedley Park) 안에 위치                                         |
| 스프링필드 | 스프링필드 몰/Springfield Mall                                                                           | 101번 노선 |          | 무료 주차 가능. 구역명 스프롤 로드(Sproul Road) SEPTA 107, 109, 110번과 연결. |
| 스프링필드 | 톰슨 애비뉴/Thomson Avenue 시드먼 드라이브(Sidman Drive) 인근                                            | 101번 노선 |          |                                                                               |
| 스프링필드 | 우드랜드 애비뉴/Woodland Avenue & 롤링 로드(Rolling Road)                                                | 101번 노선 |          |                                                                               |
| 스프링필드 | 리미 애비뉴/Leamy Avenue & 롤링 로드(Rolling Road)                                                       | 101번 노선 |          |                                                                               |
| 스프링필드 | 색서 애비뉴/Saxer Avenue & 롤링 로드(Rolling Road)                                                       | 101번 노선 |          |                                                                               |
| 스프링필드 | 스프링필드 로드/Springfield Road                                                                         | 101번 노선 |          | 무료 주차 가능, 102번 노선의 스프링필드 로드 역 서쪽에 위치                   |
| 스프링필드 | 스케닉 로드/Scenic Road                                                                                  | 101번 노선 |          | 무료 주차 가능                                                                |
| 드렉셀힐   | 드렉셀라인/Drexeline 우드랜드 애비뉴(Woodland Avenue) 뒤 드렉셀라인 쇼핑 센터(Drexeline Shopping Center) | 101번 노선 |          | 무료 주차 가능                                                                |
| 드렉셀힐   | 드렉셀브룩/Drexelbrook 우드랜드 애비뉴의 윈델 로드 사우스(Wildell Road south)                            | 101번 노선 |          |                                                                               |
| 드렉셀힐   | 앤더슨 애비뉴/Anderson Avenue 우드랜드 애비뉴(Woodland Aven) 인근                                        | 101번 노선 |          |                                                                               |
| 드렉셀힐   | 아로니밍크/Aronimink 버몬트 로드(Burmont Road) & 모건 애비뉴(Morgan Avenue)                              | 101번 노선 |          |                                                                               |
| 드렉셀힐   | 스쿨 레인/School Lane 에드먼스 애비뉴(Edmonds Avenue) 서쪽                                               | 101번 노선 |          |                                                                               |
| 드렉셀힐   | 휴이 애비뉴/Huey Avenue & 에드먼스 애비뉴(Edmonds Avenue)                                                | 101번 노선 |          |                                                                               |

### 102번 노선 - 샤론힐(Sharon Hill)

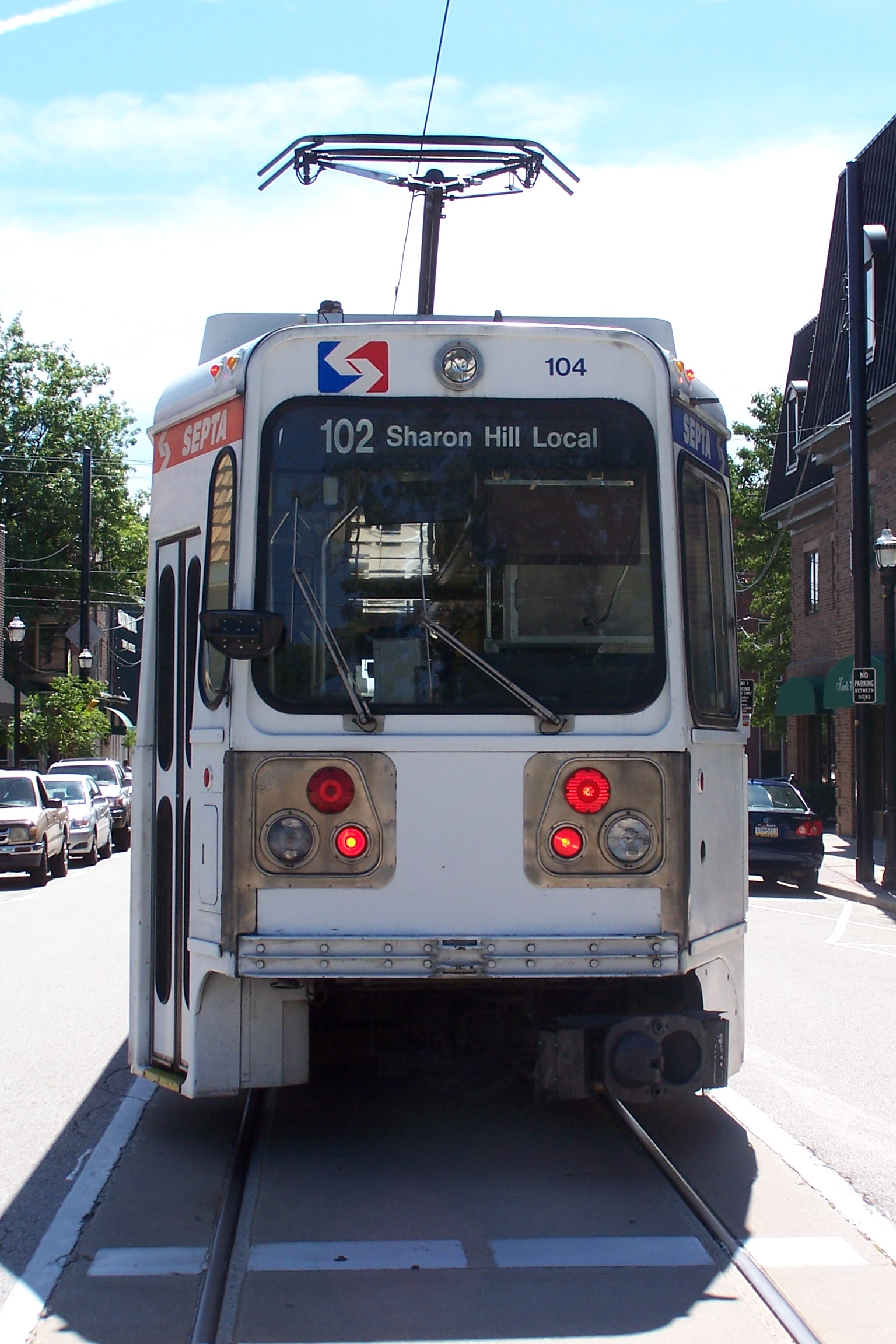
102번 LRV 전면부

| 도시            | 역명(한글,영문) / 소재지                                                                             | 노선                      | 개업일자 | 환승 및 참고                                                            |
| --------------- | --- | ------------------------- | -------- | ----------------------------------------------------------------------- |
| 샤론힐          | 샤론힐/Sharon Hill 체스터 파이크(Chester Pike)내                                                     | 102번 노선                |          | SEPTA 시외버스 114 & 115번 노선. 102번 노선 종착역.                     |
| 콜링데일        | 맥데이드 블러바드/MacDade Boulevard 우드론 애비뉴(Woodlawn Avenue) 내                                | 102번 노선                |          | SEPTA 시외버스 113번 노선. 구역명 콜링데일(Collingdale).                |
| 콜링데일        | 앤드류스 애비뉴/Andrews Avenue 우드론 애비뉴(Woodlawn Avenue) 내                                     | 102번 노선                |          |                                                                         |
| 콜링데일        | 바트램 애비뉴/Bartram Avenue 우드론 애비뉴(Woodlawn Avenue) 내                                       | 102번 노선                |          |                                                                         |
| 콜링데일        | 노스 스트리트/North Street 우드론 애비뉴(Woodlawn Avenue) 내 및 지라드 애비뉴(Girard Avenue)         | 102번 노선                |          | 자동차 병용 궤도 시작                                                   |
| 알단            | 마그놀리아 애비뉴/Magnolia Avenue 우드론 애비뉴(Woodlawn Avenue) 내                                  | 102번 노선                |          |                                                                         |
| 알단            | 프로비던스 로드/Providence Road 우드론 애비뉴(Woodlawn Avenue) 내                                    | 102번 노선                |          |                                                                         |
| 알단            | 샤일러 애비뉴/Shisler Avenue 우드론 애비뉴(Woodlawn Avenue) 내                                       | 102번 노선                |          | 2010년 3월 15일 폐역                                                    |
| 클리프턴 헤이츠 | 클리프턴-알단/Clifton-Aldan 우드론 애비뉴(Woodlawn Avenue) 및 스프링필드 로드(Springfield Road) 에서 | 102번 노선 미디어/엘윈 선 |          | 미디어/엘윈(Media/Elwyn) 리저널 레일 노선과 연결                        |
| 클리프턴 헤이츠 | 스프링필드 로드/Springfield Road 매디슨 애비뉴(Madison Avenue) 내                                    | 102번 노선                |          | 자동차 병용 궤도 끝, 101번 노선의 스프링필드 로드 역 동쪽에 위치        |
| 클리프턴 헤이츠 | 펜 스트리트/Penn Street & 오드건 스트리트(Odgen Street)                                              | 102번 노선                |          |                                                                         |
| 클리프턴 헤이츠 | 볼티모어 파이크/Baltimore Pike 브로드웨이 애비뉴(Broadway Avenue) 인근                               | 102번 노선                |          | SEPTA 109번 노선.                                                       |
| 드렉셀힐        | 크릭 로드/Creek Road 다비 크릭 로드(Darby Creek Road) 내                                             | 102번 노선                |          | 인디애나 록 공원(Indian Rock Park) 안에 위치. 구역명 오크데일(Oakdale). |
| 드렉셀힐        | 마샬 로드/Marshall Road 체스월드 애비뉴(Cheswold Avenue) 인근                                        | 102번 노선                |          |                                                                         |
| 드렉셀힐        | 드렉셀 매너/Drexel Manor 버몬트 로드(Burmont Road) & 체스웓드 로드(Cheswold Road)                    | 102번 노선                |          |                                                                         |
| 드렉셀힐        | 가레트포드/Garrettford 에드먼스 애비뉴(Edmonds Avenue) & 가레트 로드(Garrett Road)                   | 102번 노선                |          |                                                                         |

### 공용 노선
| 도시      | 역명(한글,영문) / 소재지                                                                          | 노선            | 개업일자 | 환승 및 참고 |
| --------- | ------------------------------------------------------------------------------------------------- | --------------- | -------- | --- |
| 드렉셀힐  | 드렉셀 힐 정션/Drexel Hill Junction 쉐이드랜드 애비뉴(Shadeland Avenue)내                         | 101, 102번 노선 |          | 쉐이드랜드 애비뉴(Shadeland Avenue)라고도 한다. 101,102번 노선이 각각 남쪽,서쪽으로 갈라지는 곳이다. SEPTA 107번 노선을 이용하여 환승할 수 있다. |
| 드렉셀힐  | 어빙턴 로드/Irvington Road 힐크레스트 로드(Hillcrest Road) 인근                                   | 101, 102번 노선 |          | |
| 드렉셀힐  | 드렉셀 파크/Drexel Park 페어팍스 로드(Fairfax Road)에서                                           | 101, 102번 노선 |          | 페어팍스 로드(Fairfax Road)라고도 부름 |
| 어퍼 다비 | 랜스돈 애비뉴/Lansdowne Avenue 가레트 로드(Garrett Road) 와인딩 웨이(Winding Way) 사이            | 101, 102번 노선 |          | SEPTA 115번. 또한 SEPTA 107번 노선을 이용하여 환승 가능.                                                                                         |
| 어퍼 다비 | 콩그레스 애비뉴/Congress Avenue 가레트 로드(Garrett Road) 앞                                      | 101, 102번 노선 |          | |
| 어퍼 다비 | 비벌리 블러바드/Beverly Boulevard 가레트 로드(Garrett Road) & 바이우드 애비뉴(Bywood Avenue) 사이 | 101, 102번 노선 |          | 구역명 비벌리 힐스(Beverly Hills) |
| 어퍼 다비 | 힐톱 로드/Hilltop Road 가레트 로드(Garrett Road) & 바이우드 애비뉴(Bywood Avenue) 사이            | 101, 102번 노선 |          | |
| 어퍼 다비 | 아본 로드/Avon Road 가레트 로드(Garrett Road) 와인딩 웨이(Winding Way) 사이                       | 101, 102번 노선 |          | 구역명 바이우드(Bywood) |
| 어퍼 다비 | 윌넛 스트리트/Walnut Street 가레트 로드(Garrett Road) 앞                                          | 101, 102번 노선 |          | |
| 어퍼 다비 | 페어필드 애비뉴/Fairfield Avenue 터미널 스퀘어(Terminal Square) 내                                | 101, 102번 노선 |          | 자동차 병용 궤도 재시작. |
| 어퍼 다비 | 69번가 교통 센터/69th Street Transportation Center & 마켓 스트리트(Market Street)                 | 101, 102번 노선 | 1907     | 마켓-프랭크포드 선, 노리스타운 고속선(100번 노선)과 환승 (노리스타운 교통 센터 행), SEPTA 버스 21, 30, 65, 103–113, 116, 120, 123, 126번 노선    |

## 참고
1. ↑  공식 명칭은 "Routes 101 and 102"로, SEPTA의 공식 노선도(101 and 102)와 공식 열차 시간표(101 102)에 표시되어 있다.